# 61 Ursae Majoris
61 Ursae Majoris is een gele dwerg met een spectraalklasse van G8.V. De ster bevindt zich 31,23 lichtjaar van de zon.